# Mitterkar-Biwak
Das Mitterkar-Biwak ist eine Biwakschachtel der Kategorie I der Sektion Austria des Österreichischen Alpenvereins (ÖAV) in den Karnischen Alpen. Die auf einer 1973 m ü. A. Höhe gelegene Hütte wurde 1976/1980 errichtet und dient lediglich als Notunterkunft auf dem Karnischen Höhenweg. Sie ist zwar mit der Kategorie I klassifiziert, wird aber nicht bewirtschaftet und ist aufgrund ihrer mit sechs Matratzenlagern sehr geringen Übernachtungskapazität nicht als regulärer Etappenstützpunkt geeignet.

## Zustiege
- Von Norden aus Untertilliach (1235 m) in 3 Stunden

## Touren
Die nächstgelegenen Hütten auf dem Karnischen Höhenweg sind:
- das Hochweißsteinhaus (1868 m) (auch italienische Wegvariante) in 4 Stunden
- die Porzehütte (1942 m) (auch italienische Wegvariante) in 5 bis 6 Stunden
- die Filmoor-Standschützenhütte (2350 m) in 9 Stunden
- die Obstansersee-Hütte (2304 m) in 11 Stunden

## Gipfelbesteigungen
- Steinkarspitz (2525 m) in 2 Stunden
- Hochspitz (2580 m) in 2 Stunden